# Primi ministri del Laos
Lista dei Primi ministri del Laos dal 1945 ad oggi.

## Lista

### Regno del Laos
| Presidente | Presidente | Presidente                         | Partito                                             | Inizio            | Fine             |
| ---------- | ---------- | ---------------------------------- | --------------------------------------------------- | ----------------- | ---------------- |
|            |            | Phetsarath Rattanavongsa           | Indipendente                                        | 15 settembre 1945 | 20 ottobre 1945  |
|            |            | Phaya Khammao Governo provvisorio  | Lao Issara                                          | 20 ottobre 1945   | 23 aprile 1946   |
|            |            | Kindavong                          | Indipendente                                        | 23 aprile 1946    | 15 marzo 1947    |
|            |            | Souvannarath                       | Indipendente                                        | 15 marzo 1947     | 25 aprile 1948   |
|            |            | Boun Oum                           | Indipendente                                        | 25 marzo 1948     | 24 febbraio 1950 |
|            |            | Phoui Sananikone                   | Indipendente                                        | 24 febbraio 1950  | 15 ottobre 1951  |
|            |            | Savang Vatthana                    | Indipendente                                        | 15 ottobre 1951   | 21 novembre 1951 |
|            |            | Souvanna Phouma                    | Partito Progressista Nazionale                      | 21 novembre 1951  | 25 ottobre 1954  |
|            |            | Katay Don Sasorith                 | Partito Progressista Nazionale                      | 25 ottobre 1954   | 21 marzo 1956    |
|            |            | Souvanna Phouma                    | Partito Progressista Nazionale                      | 21 marzo 1956     | 17 agosto 1958   |
|            |            | Phoui Sananikone                   | Indipendente                                        | 17 agosto 1958    | 31 dicembre 1959 |
|            |            | Sounthone Pathammavong             | Commissione per la Difesa degli Interessi Nazionali | 31 dicembre 1959  | 7 gennaio 1960   |
|            |            | Kou Abhay                          | Indipendente                                        | 7 gennaio 1960    | 3 giugno 1960    |
|            |            | Somsanith Vongkotrattana           | Commissione per la Difesa degli Interessi Nazionali | 3 giugno 1960     | 15 agosto 1960   |
|            |            | Souvanna Phouma                    | Fronte Neutralista Lao                              | 30 agosto 1960    | 13 dicembre 1960 |
|            |            | Quinim Pholsena (non riconosciuto) | Partito per la Pace e la Neutralità                 | 11 dicembre 1960  | 13 dicembre 1960 |
|            |            | Boun Oum                           | Indipendente                                        | 13 dicembre 1960  | 23 giugno 1962   |
|            |            | Souvanna Phouma                    | Fronte Neutralista Lao                              | 23 giugno 1962    | 2 dicembre 1975  |

### Repubblica Popolare Democratica del Laos
| Presidente | Presidente | Presidente            | Partito                               | Inizio           | Fine             |
| ---------- | ---------- | --------------------- | ------------------------------------- | ---------------- | ---------------- |
|            |            | Kaysone Phomvihane    | Partito Rivoluzionario del Popolo Lao | 8 dicembre 1975  | 15 agosto 1991   |
|            |            | Khamtai Siphandon     | Partito Rivoluzionario del Popolo Lao | 15 agosto 1991   | 24 febbraio 1998 |
|            |            | Sisavath Keobounphanh | Partito Rivoluzionario del Popolo Lao | 24 febbraio 1998 | 27 marzo 2001    |
|            |            | Bounnhang Vorachith   | Partito Rivoluzionario del Popolo Lao | 27 marzo 2001    | 8 giugno 2006    |
|            |            | Bouasone Bouphavanh   | Partito Rivoluzionario del Popolo Lao | 8 giugno 2006    | 23 dicembre 2010 |
|            |            | Thongsing Thammavong  | Partito Rivoluzionario del Popolo Lao | 23 dicembre 2010 | 20 aprile 2016   |
|            |            | Thongloun Sisoulith   | Partito Rivoluzionario del Popolo Lao | 20 aprile 2016   | 22 marzo 2021    |
|            |            | Phankham Viphavanh    | Partito Rivoluzionario del Popolo Lao | 22 marzo 2021    | 30 dicembre 2022 |
|            |            | Sonexay Siphandone    | Partito Rivoluzionario del Popolo Lao | 30 dicembre 2022 | in carica        |